# Myiomela diana
El ruiseñor de la Sonda (Myiomela diana) es una especie de ave paseriforme de la familia Muscicapidae endémica de las islas de Sumatra y Java. 

## Descripción
El ruiseñor de la Sonda mide alrededor de 15 cm de largo. Presenta un marcado dimorfismo sexual. El macho tiene el plumaje azul oscuro, con una pequeña mancha blanca en la frente. En cambio, la hembra es de tonos pardos, algo más claros y grisáceos en las partes inferiores.

## Distribución y hábitat
Se encuentra únicamente en las montañas de Sumatra y Java. Su hábitat natural son los bosques húmedos tropicales de montaña.